# Mistrzostwa Bahamów w Lekkoatletyce 2011
Mistrzostwa Bahamów w Lekkoatletyce 2011 – zawody lekkoatletyczne, które odbyły się we Freeport 24 i 26 czerwca.

## Rezultaty

### Mężczyźni
| Konkurencja:               | 1. miejsce       | Rezultat |
| Bieg na 100 m              | Adrian Griffith  | 10,41    |
| Bieg na 200 m              | Micheal Mathieu  | 20,66    |
| Bieg na 400 m              | Demetrius Pinder | 44,78 PB |
| Bieg na 800 m              | Wesley Neymour   | 1:52,36  |
| Bieg na 1500 m             | O’Neil Williams  | 3:59,69  |
| Bieg na 5000 m             | O’Neil Williams  | 15:56,14 |
| Bieg na 110 m przez płotki | Dennis Bain      | 14,48    |
| Bieg na 400 m przez płotki | Jeffery Gibson   | 50,82 PB |
| Skok wzwyż                 | Donald Thomas    | 2,32 SB  |
| Skok w dal                 | Raymond Higgs    | 7,80     |
| Tróskok                    | Leevan Sands     | 16,82    |

### Kobiety
| Konkurencja:               | 1. miejsce               | Rezultat     |
| Bieg na 100 m              | Debbie Ferguson-McKenzie | 11,34        |
| Bieg na 200 m              | Debbie Ferguson-McKenzie | 23,09        |
| Bieg na 400 m              | Shaunae Miller           | 51,85 NJR PB |
| Bieg na 800 m              | Itsa Smith               | 2:24,70      |
| Bieg na 1500 m             | Cosseta Hall             | 6:02,00      |
| Bieg na 3000 m             | Miriam Byfield           | 13:49,07     |
| Bieg na 100 m przez płotki | Ivanique Kemp            | 13,44        |
| Bieg an 400 m przez płotki | Kou Wright               | 58,20        |
| Skok w dal                 | Bianca Stuart            | 6,24         |
| Trójskok                   | Ayanna Alexander         | 13,25        |
| Pchnięcie kulą             | Julianna Duncanson       | 12,48        |
| Rzut dyskiem               | Julianna Duncanson       | 36,99        |
| Rzut oszczepem             | Lavern Eve               | 50,47        |